# Wierde (landvorm)

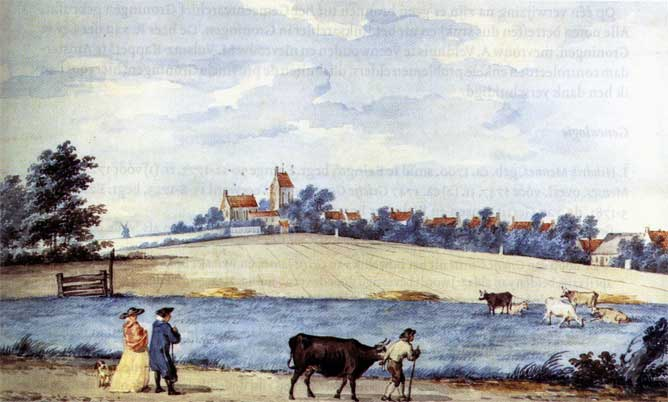
'Esinge in 't Westerkwartier van Groeningen' aquarel door Aart Schouman, 1772

Een wierde of terp is een kunstmatige heuvel, opgeworpen om bij hoogwater een droge plek te hebben. Zulke heuvels komen voor langs de gehele kust van de Waddenzee en aan de grote rivieren. Wierden werden niet alleen gemaakt om door mensen te worden bewoond, maar ook om het vee te beschermen en om er soorten geriefhout, dat slecht tegen natte grond kan, op te laten groeien.

## Geschiedenis
Wierden zijn ontstaan in perioden dat er geen dijken waren. Ze werden vaak aangelegd op hogere plekken in het landschap, zoals de oeverwallen langs de Hunze en de Fivel. De eerste wierden werden aangelegd in de IJzertijd rond 600 v.Chr. Hiertoe behoren bijvoorbeeld Ezinge, Feerwerd, Oostum, Middelstum en Eenum. Rond het begin van de jaartelling volgde een tweede generatie wierden op nieuwe kwelderwallen, zoals Eenrum, Oldorp en Stedum. In de periode van transgressie door de zee, die gepaard ging met grote overstromingen werden vanaf ongeveer de 4e eeuw veel wierden verlaten. In de vroege middeleeuwen trok de zee zich weer wat terug en hervestigde de bevolking zich. Er ontstonden nieuwe wierden, zoals die op de kwelderwal vanaf Ulrum (Elens) via de wierden van Leens en de Tuinssterwierde naar Wehe. Ook werden de lagere delen tussen nabijgelegen wierden opgevuld en groeiden zo aaneen tot een grotere (dorps)wierde. Rond de 12e eeuw kwam dit proces ten einde met de aanleg van dijken, waardoor de wierden hun functie verloren. Alleen buitendijks werden op de kwelder soms nog wierden aangelegd, zoals in de latere Noordpolder en de Oude Ruigezandsterpolder.

## Dorpswierden
Een dorpswierde was vaak ofwel radiaal of rechthoekig van vorm. Bij radiale wierden stonden de boerderijen vaak in een kring rond het hoogste punt met de achterzijde naar buiten. Daarachter lagen de landerijen, die in deze radiale vorm verder doorgetrokken werden naar buiten. Voorbeelden hiervan zijn Biessum, Niehove, Toornwerd en Uitwierde. Rondom de wierde liep vaak een ossengang en op de top van de wierde bevond zich vaak de verzamelplaats voor het vee en soms ook een dobbe. Vanaf ongeveer 700 werd op deze plek vaak de kerk gebouwd. Bij enkele wierden (Kantens, Niehove en Spijk) ligt rond de kerk nog een tweede rondweg. Aangrenzend aan de wierde lagen soms de verhoogde akkers (de valgen), de weilanden (vennen) en de natte hooilanden (meeden, maden of mieden). Rechthoekige wierden zijn aangelegd rond een aantal parallelle straten, die door dwarsverbindingen met elkaar zijn verbonden. Dit type wierde viel makkelijker uit te breiden met nieuwe wegen door het ontbreken van een afsluitende ossegang. Voorbeelden van dit soort wierden zijn Warffum en Tinallinge.

## Wierdenrij
De wierden werden opgeworpen op toch al hoge plekken. Vandaar dat ze vaak op een rij liggen, soms op een onderliggende dekzand- of keileemrug. Een voorbeeld is de uitloper van de Hondsrug: Adorp, Sauwerd, Winsum, Baflo, Rasquert, Warffum, Usquert, met daartussen allerlei kleinere wierden. Een ander voorbeeld is de westelijke oeverwal van de Fivelboezem: Westerwijtwerd, Middelstum, Toornwerd, Kantens, Eelswerd, Rottum, Helwerd, Kloosterwijtwerd, Usquert, met daartussen kleinere wierden.

## Afgravingen
In de 19e eeuw ontdekte men dat de grond van deze heuvels goed te gebruiken was als grondverbeteraar. Door wierdegrond over een arme zandige akker of weiland te strooien, kon men de opbrengst sterk vergroten. Men begon massaal wierden af te graven en de grond te verkopen.
In korte tijd ondergingen vele wierden dit lot. Met het verhandelen van de afgegraven grond was veel geld gemoeid. Voor de wierde Wierhuizen werd berekend dat de verkoop van zo'n 70.000 kubieke meter wierdengrond een netto opbrengst gaf van 19.000 gulden. Nu (2006) zou dat een kleine 150.000 euro zijn. Wierhuizen lag daarbij ongunstig, zodat er maar 40 cent per ton gevraagd kon worden. De grond van sommige wierden werd voor 50 of zelfs 55 cent per ton verkocht. De betrokken schippers, ook wel wierschippers genoemd, kochten vaak zelf de aarde en verkochten deze met winst aan landbouwers.
In 2005 is in Groningen begonnen met het herstel van enkele afgegraven wierden, met behulp van bij baggeren vrijgekomen specie. De eerste wierde waarbij dit werd toegepast is die van Wierum, bij Adorp.

### Etymologie
Het in Groningen gebruikte woord wierde staat dicht bij het originele Oudfriese woord wurth, waarvan de uitgang -werd of -ward is afgeleid. Het woord is niet verwant aan het werkwoord "werpen"; ook al gaat het hier om een 'opgeworpen' heuvel.
De naam wierde komt vooral voor in de provincie Groningen. In Friesland wordt een wierde een terp genoemd. Dit Friese woord, dat oorspronkelijk dorp betekende, wordt nu algemeen gebruikt, hoewel ook in Friesland nogal wat plaatsnamen op -werd eindigen. In Noord-Duitsland heet zo'n heuvel Warft, in Denemarken worden ze vaerfter genoemd. Op het (voormalige) eiland Marken wordt zo'n heuvel 'werf' genoemd. Recenter komt het als nieuwvorming ook elders in het Zuiderzeegebied voor, in de Wieringermeer (Wieringerwerf) en in Almere Haven (met wijken als De wierden en De Werven)
Afgeleiden van deze woorden vinden we terug in plaatsnamen. Bijvoorbeeld in de eerder genoemde: Sauwerd, Rasquert en Usquert, maar ook in Aduard en Leeuwarden en in de Duitse gemeente Krummhörn de plaatsnamen Loquard, Upleward, Visquard en Woquard. Dat een wierde in het verleden niet alleen in Groningen voorkomt, bewijst een naam als Woerden, de lokale uitspraak van het woord. Een straatnaam te Leiden heet Hogewoerd.

## Trivia
- Warffum is momenteel met 16 hectare qua omvang de grootste wierde van Nederland, Hogebeintum de hoogste (terp) met 8,8 meter. Eenumerhoogte geldt met 5,4 m nu als de hoogste wierde, maar Godlinze (6,2 m), Eenum, Leermens en Warffum zijn in werkelijkheid hoger. Ook de voormalige wierden van Oldorp en Kloosterwijtwerd waren volgens de bodemkaart van Acker Stratingh omstreeks 6 m hoog of hoger. Godlinze en Leermens waren met 18 hectare oorspronkelijk tevens de grootste wierden, gevolgd door Middelstum en Toornwerd (13 ha) en Tuinsterwierde (10,5 ha). De hoogste wierde van Groningen volgens een 19e-eeuwse bron Nienhuis bij Garrelsweer met 6,4 meter, maar hier is mogelijk sprake van een vergissing.